# わんぱく砦
『わんぱく砦』（わんぱくとりで）は、1966年8月7日から1967年6月11日まで朝日放送制作により、TBS系列の毎週日曜18:30 - 19:00（JST）に放送された時代劇である。全45話。中島たを原作。
ダイハツ工業の一社提供。モノクロ作品。

## 概要
時は戦国時代、弱肉強食が渦巻く世界でブーメランの達人　たつまき竜之助をリーダーにいつも長刀と算盤を持つ伴刀左ェ門、忍術少年のドロン、発明少年の学者、食いしん坊で力持ちの十杯、チビで泣き虫のベソといった6人の孤児達が様々な困難や事件を乗り越えて力強く生きていく物語。
1958年開始の『やりくりアパート』から開始した『ダイハツコメディ』終了後、1962年11月開始の『織田信長』より始まったダイハツ提供の朝日放送制作、TBSテレビ系 日曜6時30分枠の連続ドラマ路線が視聴率で低迷したため、本作は子供を主人公となり、時代設定を戦国時代としながらも宇宙人やUFOが登場したり、ダイナマイトを彷彿とした爆弾が出て来るバラエティ豊かなコメディ作品となった。
中島たをによる漫画が日の丸文庫「まんがジャイアンツ」に掲載された。

## サブタイトル
サブタイトルは「〜作戦」で統一されているが、稀に「〜大作戦」の時もある。
| 回     | 放送日   | サブタイトル           |
| ------ | -------- | ---------------------- |
| 1966年 |          |                        |
| 1      | 8月7日   | おむつ作戦             |
| 2      | 8月14日  | 腹ぺこ作戦             |
| 3      | 8月21日  | わんわん作戦           |
| 4      | 8月28日  | ねんねん作戦           |
| 5      | 9月4日   | 天下の豪けつ作戦       |
| 6      | 9月11日  | 鬼ごっこ作戦           |
| 7      | 9月18日  | おばけ作戦             |
| 8      | 9月25日  | 黄金作戦               |
| 9      | 10月2日  | 熊狩り作戦             |
| 10     | 10月9日  | 雨ふれ作戦             |
| 11     | 10月16日 | 人質作戦               |
| 12     | 10月23日 | 戦争大歓迎作戦         |
| 13     | 10月30日 | 子さがし作戦           |
| 14     | 11月6日  | 山賊退治大作戦         |
| 15     | 11月13日 | 山賊逆襲大作戦         |
| 16     | 11月20日 | パトロール作戦         |
| 17     | 11月27日 | 大レース作戦           |
| 18     | 12月4日  | 大爆発作戦             |
| 19     | 12月11日 | 大ピンチ作戦           |
| 20     | 12月18日 | 寺小屋作戦             |
| 21     | 12月25日 | 忍法作戦               |
| 1967年 |          |                        |
| 22     | 1月1日   | お年玉作戦             |
| 23     | 1月8日   | 若君替玉作戦           |
| 24     | 1月15日  | 誘拐大作戦             |
| 25     | 1月22日  | 宝さがし大作戦         |
| 26     | 1月29日  | のど自慢作戦           |
| 27     | 2月5日   | けちけち作戦           |
| 28     | 2月12日  | 大脱走作戦             |
| 29     | 2月19日  | 海賊島作戦             |
| 30     | 2月26日  | ひな人形作戦           |
| 31     | 3月5日   | 白羽の矢作戦           |
| 32     | 3月12日  | ゴリガン作戦           |
| 33     | 3月19日  | にせ手紙作戦           |
| 34     | 3月26日  | やぶ医者作戦           |
| 35     | 4月2日   | レディ・ファースト作戦 |
| 36     | 4月9日   | ガードマン作戦         |
| 37     | 4月16日  | コンバット作戦         |
| 38     | 4月23日  | 大感激作戦             |
| 39     | 4月30日  | 用心棒作戦             |
| 40     | 5月7日   | 宇宙旅行作戦           |
| 41     | 5月14日  | ロケット発射作戦       |
| 42     | 5月21日  | 玉手箱作戦             |
| 43     | 5月28日  | ヨボヨボ作戦           |
| 44     | 6月4日   | 親さがし作戦           |
| 45     | 6月11日  | あべこべ作戦           |

## キャスト
- 竜之介 - 佐藤正三郎
- 伴刀左衛門 - 二瓶康一（現・火野正平）
- 風来和尚 - 里井茂
- 十杯 - 古川縁九
- 学者 - 加島こうじ
- ドロン - 宇野正晃
- ベソ - 加賀爪芳和
- 楠義孝
- 尾上鯉之助
- 諸口旭（現・諸口あきら）

他

## スタッフ
- プロデューサー：作間芳郎、杉田昭
- 主な脚本：高橋二三
- 音楽：吉田栄治
- 主な監督：作間芳郎、仲川利久
- 制作：朝日放送、山崎プロダクション

## 主題歌
主題歌「わんぱくマーチ」
作詞：しょうめぐみ、作編曲：吉田栄治、歌：中森孝子・あいりす児童合唱団
副主題歌「わんぱく部隊の歌」
作詞：高橋二三、作編曲：原賢一、歌：横田浩和・テイチク児童合唱団

## エピソード
- 本作を始め、当枠は本放送を視聴できた世代以外は馴染みの薄い作品が多く、本作が『テレビ探偵団』（TBS系列）で取り上げられた程度だった。それも紹介されるとメインMCの三宅裕司とスタジオの観客はまるで知らないため、サブMCの海老名泰孝（林家こぶ平＝現：九代目林家正蔵）は「この番組は超マイナーな番組でして、なにしろ裏番組が強かったのです」と言い、当時の新聞のラテ欄のコピーを持ち出して、本番組が『シャボン玉ホリデー』と『バットマン』の裏番組であることを語り、三宅と観客を納得させた。
- 出演者の火野正平（当時は二瓶康一）は製作会社の山崎プロの社長に「視聴率がアップしたらギャラを上げる」と約束されたが視聴率が好調であったにも関わらず、ギャラが据え置きであったことに憤慨して直談判したら逆に嫌味を言われて、社長を追い回したと言う[4]。
- 2017年5月17日放送のNHK BSプレミアム『にっぽん縦断 こころ旅』で福井県の亀島を訪れた火野は視聴者からの手紙に本作のことを記していて「主題歌を唄って欲しい」というリクエストが書かれていた。同日夜放送の「とうちゃこ版」で自転車で亀島に着くなり、島を眺めながらリクエストに応える形で『わんぱく部隊の歌』を唄った[5]。

## 参考資料
- テレビドラマデータベース
- 石橋春海『’60年代 蘇る昭和特撮ヒーロー』コスミック出版〈COSMIC MOOK〉、2013年12月5日。ISBN 978-4-7747-5853-4。
本作は本編の視聴が困難な為、ソノシートドラマ「はらぺこ作戦の巻」の内容を書き起こして掲載している。